# Saurogobio
Saurogobio és un gènere de peixos de la família dels ciprínids i de l'ordre dels cipriniformes.

## Taxonomia
- Saurogobio dabryi (Bleeker, 1871)[2]
- Saurogobio dumerili (Bleeker, 1871)[2]
- Saurogobio gracilicaudatus (Yao & Yang, 1977)[3]
- Saurogobio gymnocheilus (Lo, Yao & Chen, 1977)[4]
- Saurogobio immaculatus (Koller, 1927)[5]
- Saurogobio lissilabris (Banarescu & Nalbant, 1973)[6]
- Saurogobio xiangjiangensis (Tang, 1980)[7][8][9][10][11][12][13]